# Fortaleza de Badhra
La Fortaleza de Badhra es un yacimiento arqueológico de Albania, situado en una colina cerca del pueblo de Borsh, en el condado de Vlorë.
Se trata de una fortificación de la Edad del Bronce Reciente con forma de elipse cuya construcción se atribuye a los ilirios. Su función posiblemente fue la protección del ganado de la acción de los ladrones. En el exterior de los muros se hallaron restos de viviendas. Se relaciona cronológicamente con otras fortificaciones próximas ubicadas en Koros, Qeparo y Kalivo, entre otras.